# 仙人掌城 (加利福尼亞州)
仙人掌城（英語：Cactus City）是位於美國加利福尼亞州河濱縣的一個非建制地區。該地的面積和人口皆未知。

## 地理
仙人掌的座標為33°40′42″N 115°57′50″W / 33.67833°N 115.96389°W，而該地的平均海拔高度為508米（即1667英尺）。